# Back to the Future (videojuego)
Back to the Future es un videojuego de acción y aventura lanzado exclusivamente en Norteamérica para Nintendo Entertainment System en septiembre de 1989. La trama del juego se basa en los acontecimientos de la película del mismo nombre de 1985. Back to the Future fue desarrollado por el estudio australiano Beam Software y publicado por la empresa estadounidense LJN. El juego fue criticado por su falta de similitud con la película, gráficos, sonido y controles.

## Jugabilidad
El jugador controla a Marty McFly, que viajó de 1985 a 1955, recogiendo iconos de reloj para avanzar al siguiente nivel y ayudar a Marty a no desaparecer de la realidad (el indicador es una foto familiar en la parte inferior de la pantalla). Si la foto desaparece por completo, Marty perderá la vida y comenzará a desvanecerse en el aire. Si el jugador recolecta una cierta cantidad de relojes, la foto no desaparecerá. A lo largo de todo, Marty debe evitar matones, abejas, trampillas, hombres con paneles de vidrio, niñas con aros y otros obstáculos. El personaje principal no puede parar de correr, por lo que se mueve constantemente.
Dos potenciadores pueden ayudar a mejorar el control de Marty: bolas de bolos, que destruyen a los enemigos, y una patineta, que acelera el juego. También hay un minijuego al final de cada etapa en el que Marty empuja a la pandilla de matones de Biff Tannen fuera del Lou's Café bloquea los besos de su madre Lorraine y toca la guitarra con la banda en el baile de la escuela, tocando las notas musicales para que sus padres George y Lorraine se besen.
En el nivel final, Marty adquiere la capacidad de conducir una máquina del tiempo DeLorean en la calle de noche. Debe esquivar rayos y obstáculos y acelerar de tal manera que alcance 88 millas (142 km) por hora al final de la etapa para transportar a McFly de regreso a 1985. Si Marty pierde todas sus vidas, al jugador se le muestra el mensaje «¡Mala suerte, Marty! Parece que estás atrapado aquí». El jugador también recibe este mensaje si Marty no logra llevar el DeLorean a 88 mph cuando llega a los cables, independientemente de cuántas vidas le queden.

## Desarrollo y lanzamiento
Back to the Future fue desarrollado por el estudio australiano Beam Software, y publicado por la empresa de fabricación estadounidense LJN, conocida por sus productos de juegos de baja calidad basados en películas de los años 80. En el juego sólo se reproducen dos canciones de la película. La primera es una versión acelerada de «The Power of Love», que se reproduce durante la mayor parte del juego; el otro es «Johnny B. Goode» a nivel de la guitarra. Back to the Future lanzado en Norteamérica en septiembre de 1989. Se creó un anuncio para televisión en el que los padres del jugador, y luego él mismo, desaparecen como en una foto familiar. Según Joe Juba de Game Informer, «muestra una imagen inquietantemente precisa de lo insoportable que es el juego».
El guionista de la trilogía, Bob Gale, calificó el juego como «uno de los peores juegos de todos los tiempos» e incluso recomendó que los fanáticos de la película no lo compraran. Según Gale, el estudio rechazó sus enmiendas durante la etapa de desarrollo. Cuando le mostraron el juego, pidió hacer ajustes, pero le dijeron que ya era demasiado tarde para cambiar algo. Cuando Gale se enteró de que el juego se estaba creando bajo el liderazgo de LJN, se sorprendió porque sabía que «nunca hicieron buenos juegos». Bob recomendó repetidamente que hablaran con Konami, Sega o cualquier otra persona que supiera más sobre cómo crear videojuegos. Según Gale, la gente de la empresa le dijo: «Bueno, no, Universal tiene un acuerdo con LJN. Somos propietarios de parte de la empresa. Por eso hacemos esto».

## Recepción
Back to the Future recibió críticas negativas no solo de Bob Gale, sino también de los críticos. La mayoría de las veces, el juego fue criticado por su diferencia con la película, gráficos, sonido y controles deficientes. Muchos críticos se quejaron de la música molesta y repetitiva.
A Lisa Foyles de Kotaku le resultó muy extraño que el juego se lanzara 4 años después de la película original. Uno de los editores del sitio web NES Archives bajo el seudónimo de «Agent K» cree que a pesar de su estatus como «uno de los peores juegos de todos los tiempos», tiene sus ventajas. En particular, elogió la jugabilidad y los controles. Un escritor de Wizard Dojo señaló que el Marty del juego no se parece al real y también bromeó diciendo que Back to the Future estaba troleando a los jugadores antes de que se convirtiera en algo mainstream. Aaron Birch de Den of Geek calificó el juego como terrible, y uno de los niveles en los que Marty debe arrojar bebidas a los oponentes cuando se acercan al mostrador del café es una copia directa de Tapper. Los autores compararon Back to the Future con el juego de arcade Paperboy de 1985.

## Literatura
- Barnes, Matt; Brown, Dazz; S-C, Greg (2021). Region Locked (en inglés). Londres: Unbound. p. 224. ISBN 978-1783529278.